# Montpouillan
Montpouillan est une commune du Sud-Ouest de la France, située dans le département de Lot-et-Garonne, en région Nouvelle-Aquitaine.

## Géographie

### Localisation
Située dans l'aire d'attraction de Marmande, en haut d'une butte en rive gauche de la Garonne, la commune se trouve à 61 km au nord-ouest d'Agen, chef-lieu du département, à 6,5 km au sud-ouest de Marmande, chef-lieu d'arrondissement et à 9 km au sud-est de Meilhan-sur-Garonne, chef-lieu de canton.

### Communes limitrophes
Les communes limitrophes sont  Cocumont, Fourques-sur-Garonne, Gaujac, Guérin, Marcellus, Marmande et Samazan.
|           | Gaujac       | Marmande                        |
| Marcellus | Montpouillan | Fourques-sur-Garonne (sur 50 m) |
| Cocumont  | Guérin       | Samazan                         |

### Hydrographie
L'Avance traverse l'est du territoire communal et le Sérac sert de limite territoriale avec la commune de Marcellus.
Le nord du territoire communal est traversé d'est en ouest par le canal latéral à la Garonne et abrite l'écluse no 45 dite de l'Avance.

### Climat
Pour des articles plus généraux, voir Climat de la Nouvelle-Aquitaine et Climat de Lot-et-Garonne.
Historiquement, la commune est exposée à un climat océanique aquitain.  
En 2020, Météo-France publie une typologie des climats de la France métropolitaine dans laquelle la commune est exposée à un climat océanique et est dans la région climatique Aquitaine, Gascogne, caractérisée par une pluviométrie abondante au printemps, modérée en automne, un faible ensoleillement au printemps, un été chaud (19,5 °C), des vents faibles, des brouillards fréquents en automne et en hiver et des orages fréquents en été (15 à 20 jours).
Pour la période 1971-2000, la température annuelle moyenne est de 12,8 °C, avec une amplitude thermique annuelle de 15 °C. Le cumul annuel moyen de précipitations est de 826 mm, avec 11,8 jours de précipitations en janvier et 6,6 jours en juillet. Pour la période 1991-2020, la température moyenne annuelle observée sur la station météorologique la plus proche, située sur la commune de Saint-Martin-Curton à 17 km à vol d'oiseau, est de 13,7 °C et le cumul annuel moyen de précipitations est de 867,2 mm,. Pour l'avenir, les paramètres climatiques de la commune estimés pour 2050 selon différents scénarios d’émission de gaz à effet de serre sont consultables sur un site dédié publié par Météo-France en novembre 2022.

## Urbanisme

### Typologie
Au 1er janvier 2024, Montpouillan est catégorisée commune rurale à habitat dispersé, selon la nouvelle grille communale de densité à sept niveaux définie par l'Insee en 2022.
Elle est située hors unité urbaine. Par ailleurs la commune fait partie de l'aire d'attraction de Marmande, dont elle est une commune de la couronne,. Cette aire, qui regroupe 48 communes, est catégorisée dans les aires de 50 000 à moins de 200 000 habitants,.

### Occupation des sols

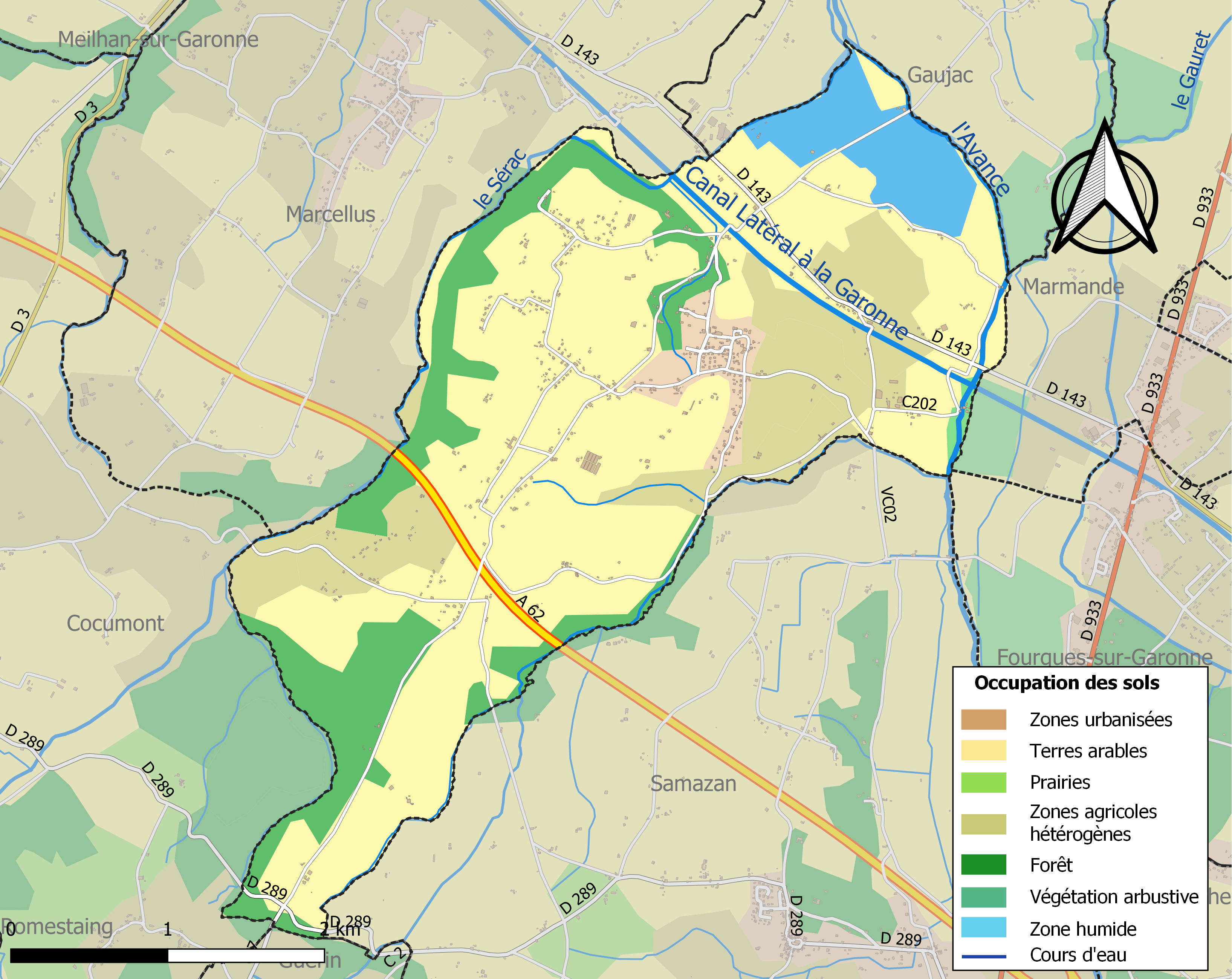
Carte des infrastructures et de l'occupation des sols de la commune en 2018 (CLC).

L'occupation des sols de la commune, telle qu'elle ressort de la base de données européenne d’occupation biophysique des sols Corine Land Cover (CLC), est marquée par l'importance des territoires agricoles (74,5 % en 2018), en diminution par rapport à 1990 (83,5 %). La répartition détaillée en 2018 est la suivante : 
terres arables (57 %), zones agricoles hétérogènes (17,5 %), forêts (16 %), eaux continentales (5,7 %), zones urbanisées (3,2 %), milieux à végétation arbustive et/ou herbacée (0,5 %). L'évolution de l’occupation des sols de la commune et de ses infrastructures peut être observée sur les différentes représentations cartographiques du territoire : la carte de Cassini (XVIIIe siècle), la carte d'état-major (1820-1866) et les cartes ou photos aériennes de l'IGN pour la période actuelle (1950 à aujourd'hui).

### Voies de communication et transports
- Route départementale D 143, à un kilomètre au nord du village, qui mène, vers le nord-ouest, à la route départementale D 3 (Sainte-Bazeille au nord, Cocumont au sud) puis à Meilhan-sur-Garonne et, vers le sud-est, à la route départementale D 933 (Marmande au nord, Casteljaloux au sud) puis à Fourques-sur-Garonne.
- autoroute A62 qui travers le sud du territoire communal, accès no 5, dit de Marmande, à 5,5 km vers le sud-ouest et autoroute A65, accès no 1, dit de Bazas, à 34 km vers l'ouest.
- Gare de Marmande à 7,5 km vers le nord-est.

### Risques majeurs
Le territoire de la commune de Montpouillan est vulnérable à différents aléas naturels : météorologiques (tempête, orage, neige, grand froid, canicule ou sécheresse), inondations, mouvements de terrains et séisme (sismicité très faible). Il est également exposé à deux risques technologiques, le transport de matières dangereuses et la rupture d'un barrage. Un site publié par le BRGM permet d'évaluer simplement et rapidement les risques d'un bien localisé soit par son adresse soit par le numéro de sa parcelle.

#### Risques naturels
La commune fait partie du territoire à risques importants d'inondation (TRI) de Tonneins et Marmande, regroupant 19 communes concernées par un risque de débordement de la Garonne, un des 18 TRI qui ont été arrêtés fin 2012 sur le bassin Adour-Garonne. Les événements antérieurs à 2014 les plus significatifs sont les crues de 1770, 1875, 1930 et 1952. Des cartes des surfaces inondables ont été établies pour trois scénarios : fréquent (crue de temps de retour de 10 ans à 30 ans), moyen (temps de retour de 100 ans à 300 ans) et extrême (temps de retour de l'ordre de 1 000 ans, qui met en défaut tout système de protection). La commune a été reconnue en état de catastrophe naturelle au titre des dommages causés par les inondations et coulées de boue survenues en 1982, 1983, 1999, 2009, 2018 et 2021,.
Les mouvements de terrains susceptibles de se produire sur la commune sont des affaissements et effondrements liés aux cavités souterraines (hors mines). Afin de mieux appréhender le risque d’affaissement de terrain, un inventaire national permet de localiser les éventuelles cavités souterraines sur la commune.

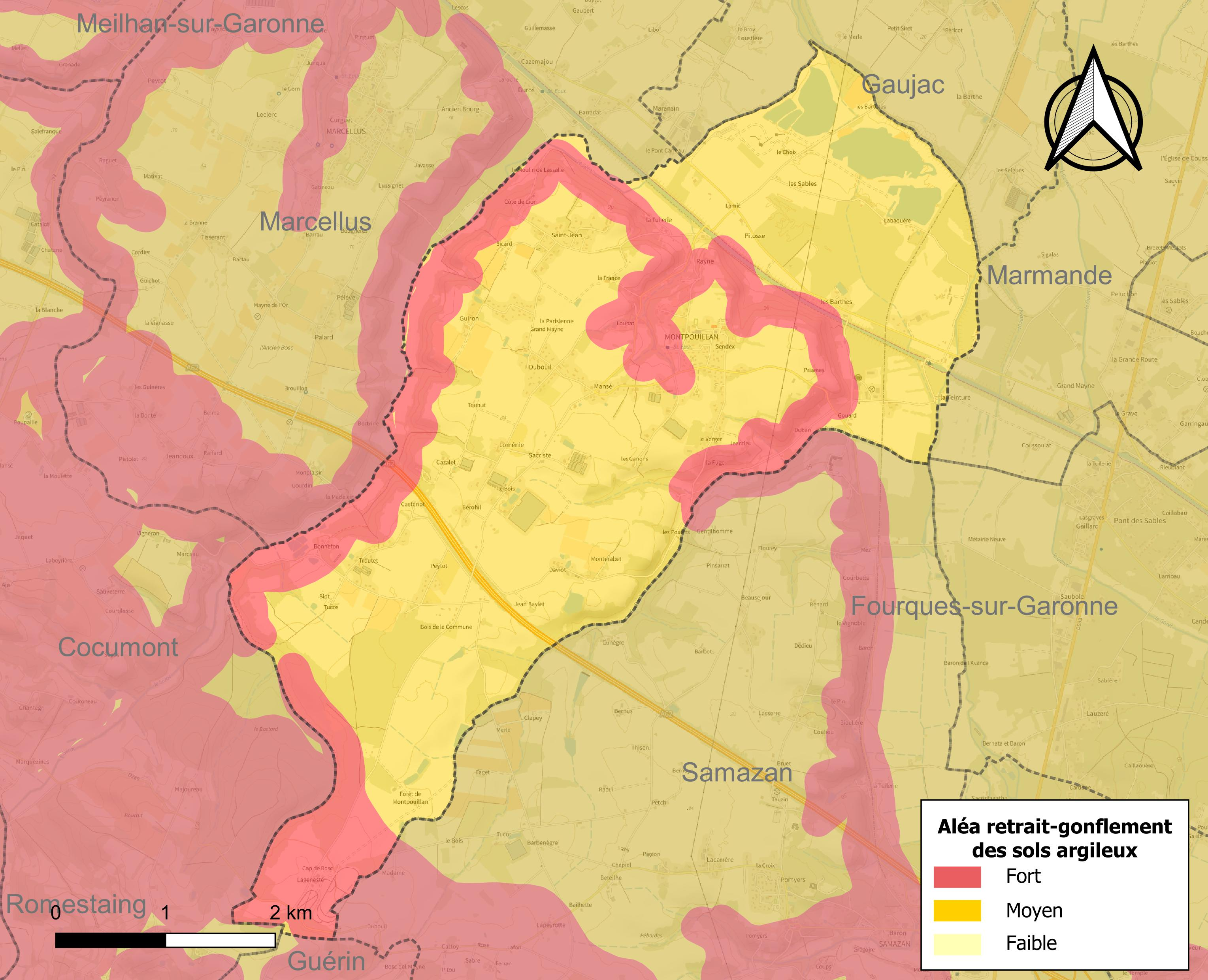
Carte des zones d'aléa retrait-gonflement des sols argileux de Montpouillan.

Le retrait-gonflement des sols argileux est susceptible d'engendrer des dommages importants aux bâtiments en cas d’alternance de périodes de sécheresse et de pluie. La totalité de la commune est en aléa moyen ou fort (91,8 % au niveau départemental et 48,5 % au niveau national). Depuis le 1er octobre 2020, en application de la loi ELAN, différentes contraintes s'imposent aux vendeurs, maîtres d'ouvrages ou constructeurs de biens situés dans une zone classée en aléa moyen ou fort,.
Concernant les mouvements de terrains, la commune a été reconnue en état de catastrophe naturelle au titre des dommages causés par des mouvements de terrain en 1999.

#### Risque technologique
La commune est en outre située en aval des barrages de Grandval dans le Cantal et de Sarrans en Aveyron, des ouvrages de classe A. À ce titre elle est susceptible d’être touchée par l’onde de submersion consécutive à la rupture de cet ouvrage.

## Toponymie
La commune tire son nom du terme latin mons signifiant « mont » associé au nom gallo-romain Pulliani ou Pauliani, sans doute propriétaire du lieu au temps de la domination romaine.
Le nom gascon en est Montpolhan.
Ses habitants sont appelés les Montpouillanais.

## Histoire
Un ouvrage Montpouillan : 50 ans d'histoire 1920-1970 a été écrit par Roland Gajac, disponible à la Mairie de Montpouillan.

## Politique et administration

### Liste des maires

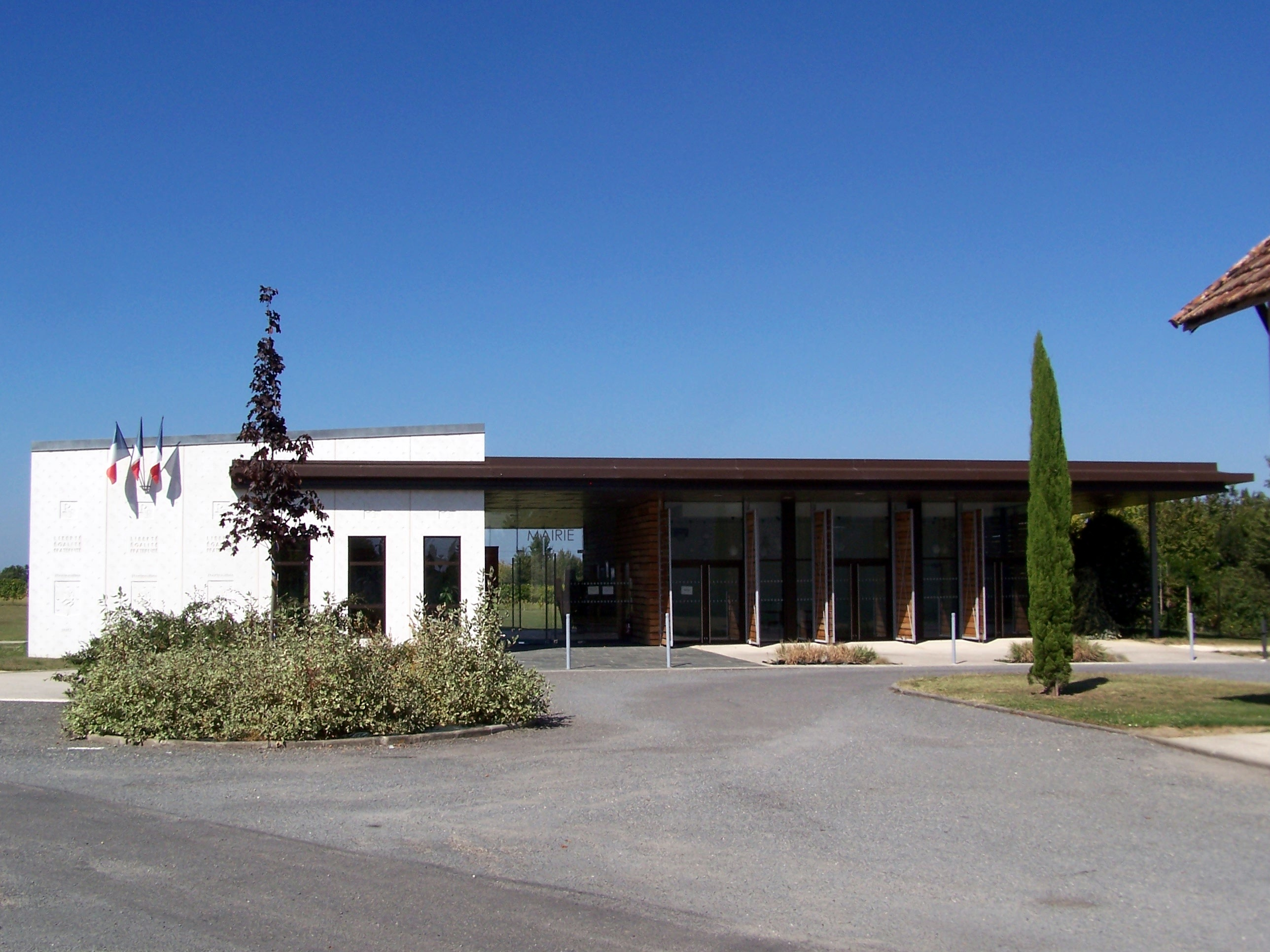
La nouvelle mairie en septembre 2014.

| Période                                  | Période        | Identité                  | Étiquette              | Qualité                                     |
| ---------------------------------------- | -------------- | ------------------------- | ---------------------- | ------------------------------------------- |
| Les données manquantes sont à compléter. |                |                           |                        |                                             |
|                                          |                |                           |                        |                                             |
|                                          |                | Roland Gajac              |                        |                                             |
|                                          |                |                           |                        |                                             |
| 1971                                     | juin 1995      | Jeanty Vidalou            |                        |                                             |
| juin 1995                                | mai 2024       | André-Didier Monpouillan, | PCF puis apparenté PCF | Agriculteur                                 |
| mai 2024                                 | septembre 2024 | Claudette Tillot          |                        | Première adjointe faisant fonction de maire |
| septembre 2024                           | En cours       | Claudette Tillot          |                        |                                             |

## Démographie
L'évolution du nombre d'habitants est connue à travers les recensements de la population effectués dans la commune depuis 1793. Pour les communes de moins de 10 000 habitants, une enquête de recensement portant sur toute la population est réalisée tous les cinq ans, les populations de référence des années intermédiaires étant quant à elles estimées par interpolation ou extrapolation. Pour la commune, le premier recensement exhaustif entrant dans le cadre du nouveau dispositif a été réalisé en 2006.

En 2022, la commune comptait 817 habitants, en évolution de +3,55 % par rapport à 2016 (Lot-et-Garonne : −0,18 %, France hors Mayotte : +2,11 %).
| 1793 | 1800 | 1806 | 1821 | 1831 | 1836 | 1841 | 1846 | 1851 |
| ---- | ---- | ---- | ---- | ---- | ---- | ---- | ---- | ---- |
| 634  | 683  | 674  | 723  | 752  | 746  | 791  | 767  | 738  |

| 1856 | 1861 | 1866 | 1872 | 1876 | 1881 | 1886 | 1891 | 1896 |
| ---- | ---- | ---- | ---- | ---- | ---- | ---- | ---- | ---- |
| 773  | 720  | 733  | 701  | 725  | 704  | 658  | 636  | 635  |

| 1901 | 1906 | 1911 | 1921 | 1926 | 1931 | 1936 | 1946 | 1954 |
| ---- | ---- | ---- | ---- | ---- | ---- | ---- | ---- | ---- |
| 587  | 605  | 582  | 506  | 524  | 504  | 521  | 517  | 538  |

| 1962 | 1968 | 1975 | 1982 | 1990 | 1999 | 2006 | 2011 | 2016 |
| ---- | ---- | ---- | ---- | ---- | ---- | ---- | ---- | ---- |
| 570  | 537  | 521  | 605  | 610  | 557  | 611  | 690  | 789  |

| 2021 | 2022 | - | - | - | - | - | - | - |
| ---- | ---- | - | - | - | - | - | - | - |
| 827  | 817  | - | - | - | - | - | - | - |

## Économie
Viticulture : Côtes-du-marmandais.

## Culture locale et patrimoine

### Lieux et monuments
- L'église paroissiale Saint-Étienne, dite église du Sendex puisque située dans le bourg qui lui a donné son nom et devenu le cœur du village, aurait été reconstruite au XVe ou au XVIe siècle est surmontée d'un clocher-mur bâti au XVIIe siècle ; devenue l'église principale de la commune, elle est entièrement restaurée en 1826 ; l’extérieur en est blanchi en 1923 pour masquer l’appareil de brique[37],[38].
- L'église paroissiale Saint-Jean, dans l'ouest du territoire communal, citée en 1026 sous le nom de Saint-Jean-de-Launs, aurait été reconstruite au XIIe siècle puis a été agrandie et remaniée entre les XVIe et XVIIIe siècles, délabrée au cours de la Révolution, restaurée au XIXe siècle et finalement abandonnée à la fin du XIXe siècle ; aujourd'hui, il n'en reste que les murs gouttereaux de la nef et le clocher-mur à deux baies[39],[40].

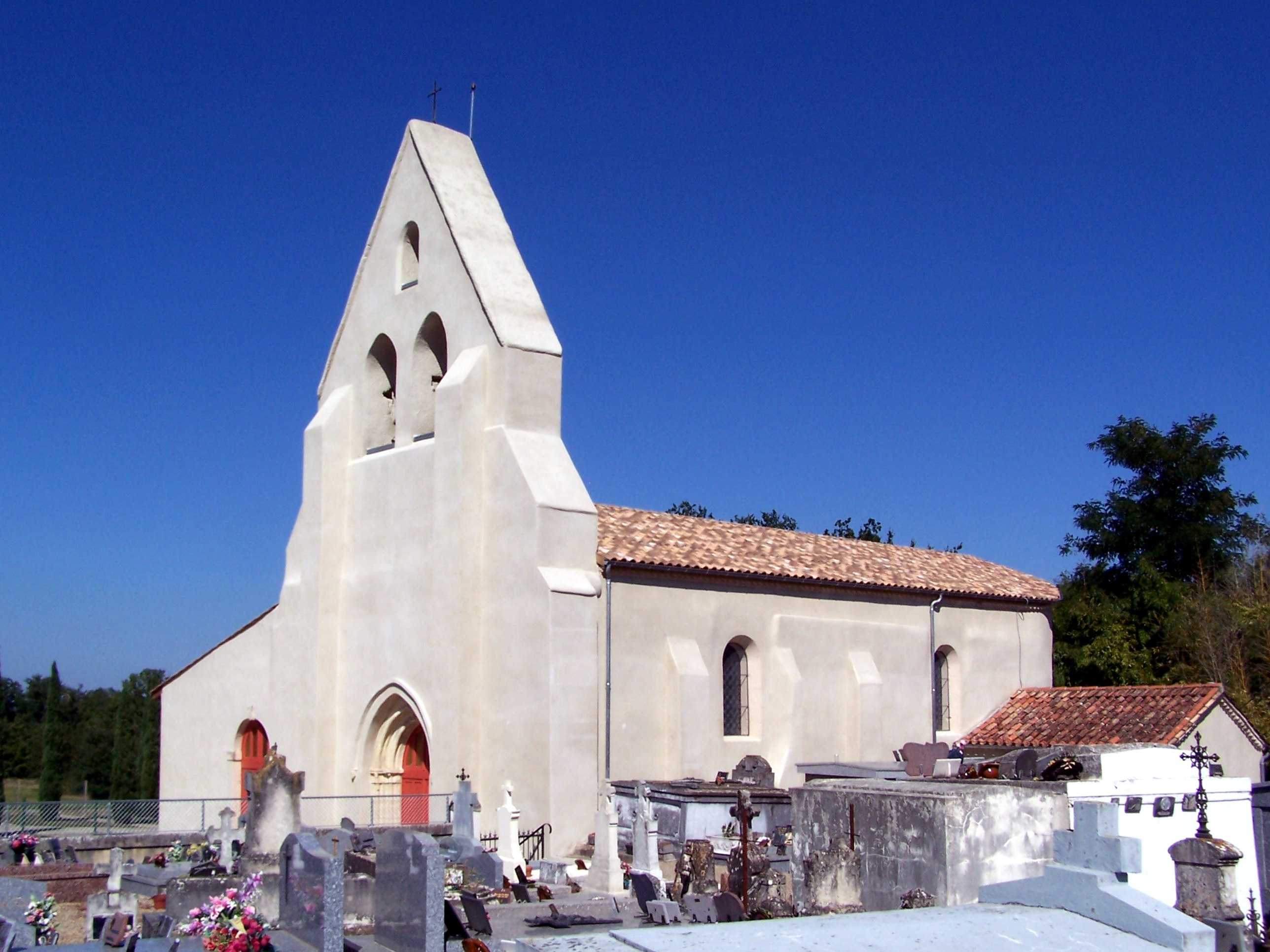
L'église Saint-Étienne (sept. 2014).
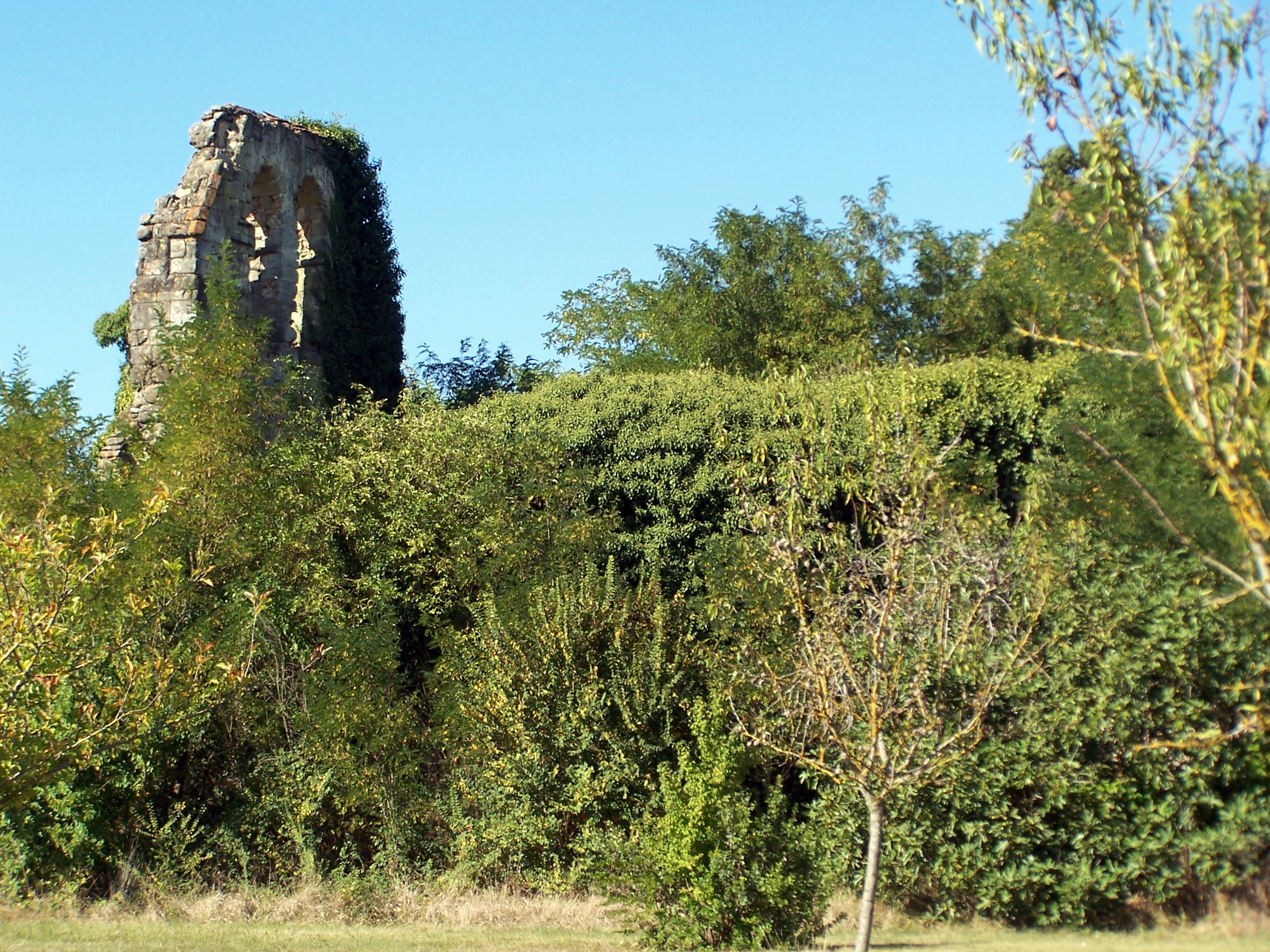
L'église Saint-Jean (sept. 2014).
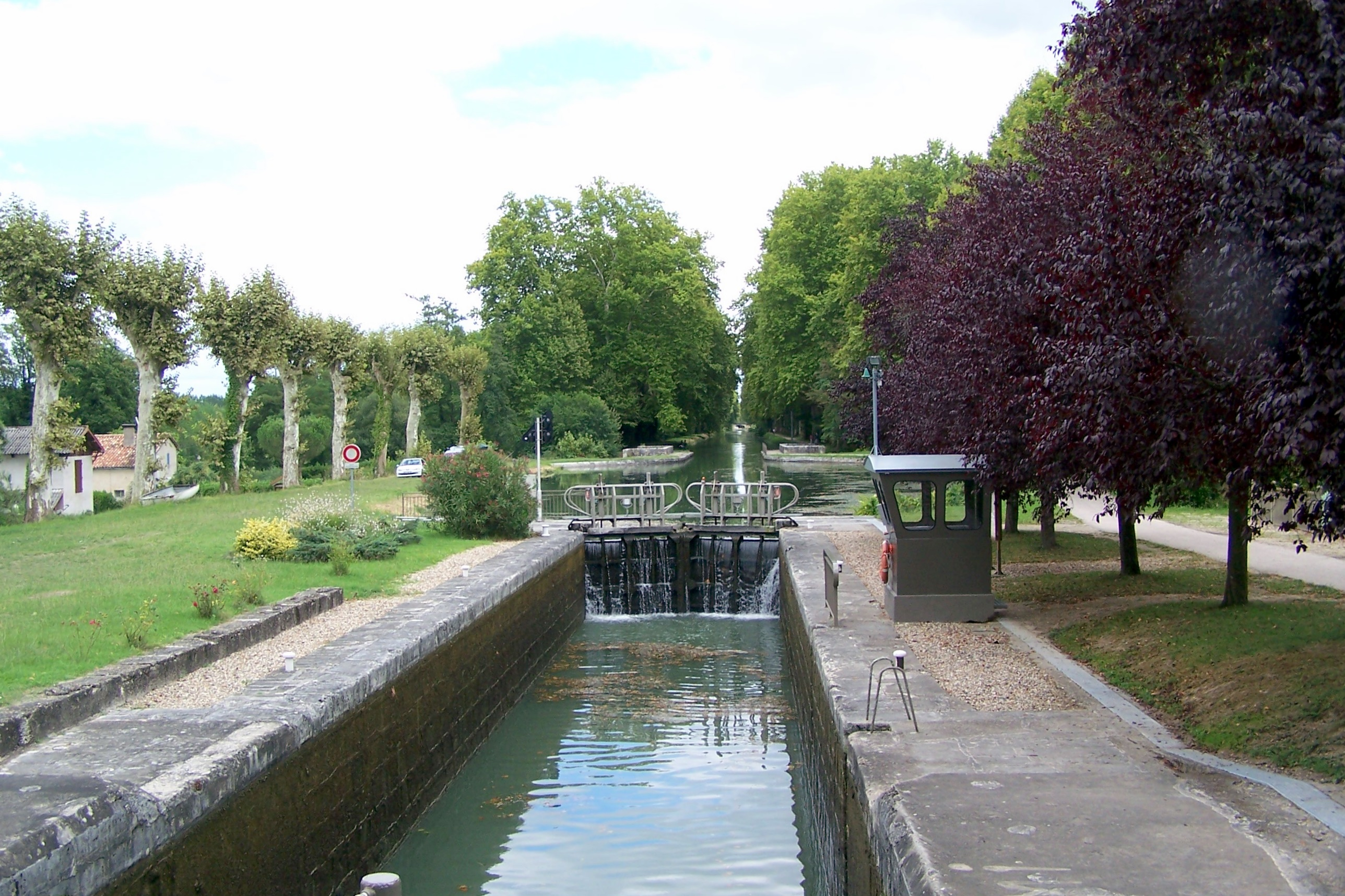
L'écluse no 45 de l'Avance (août 2011).
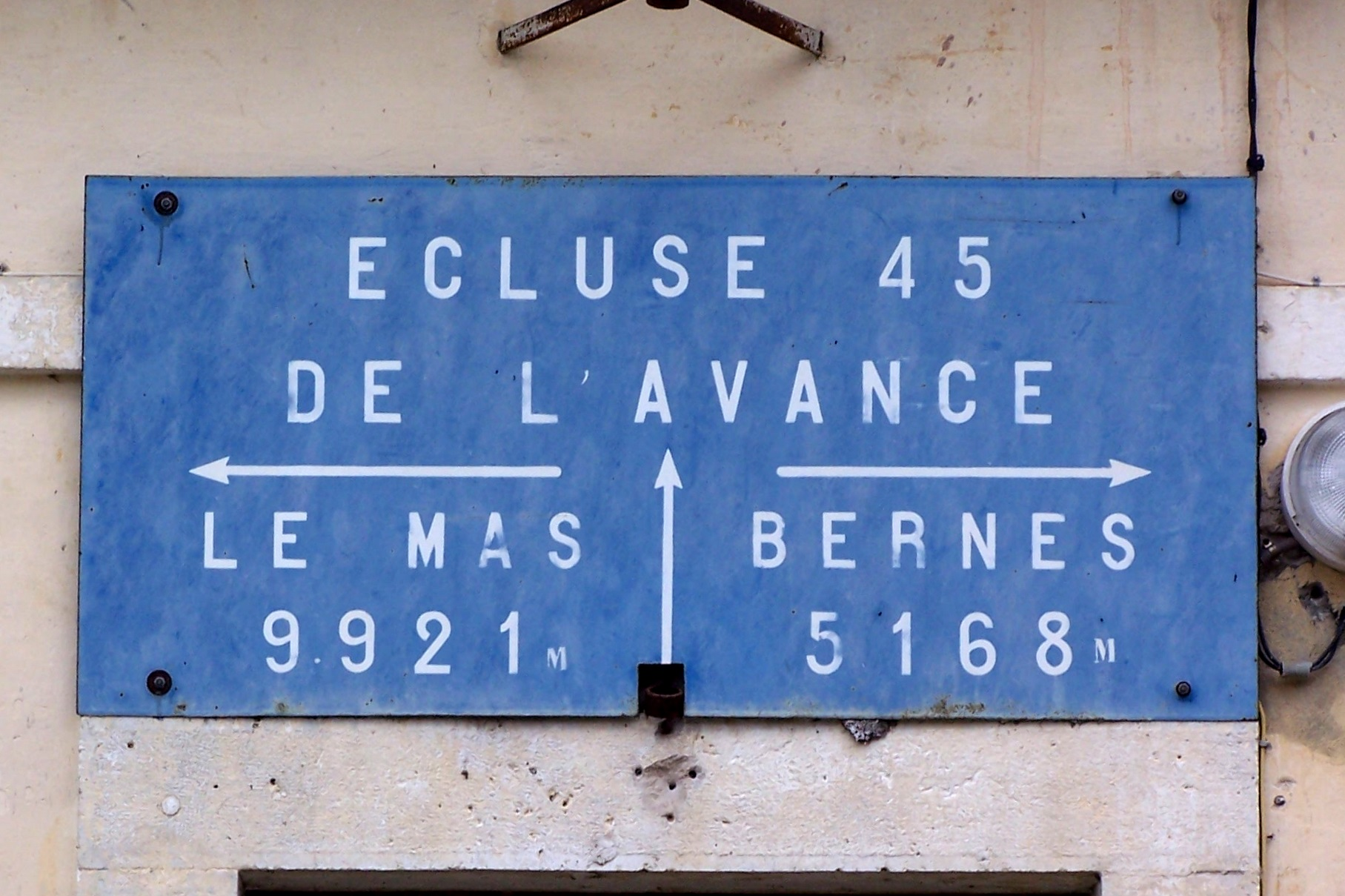
Panneau de l'écluse (août 2011).
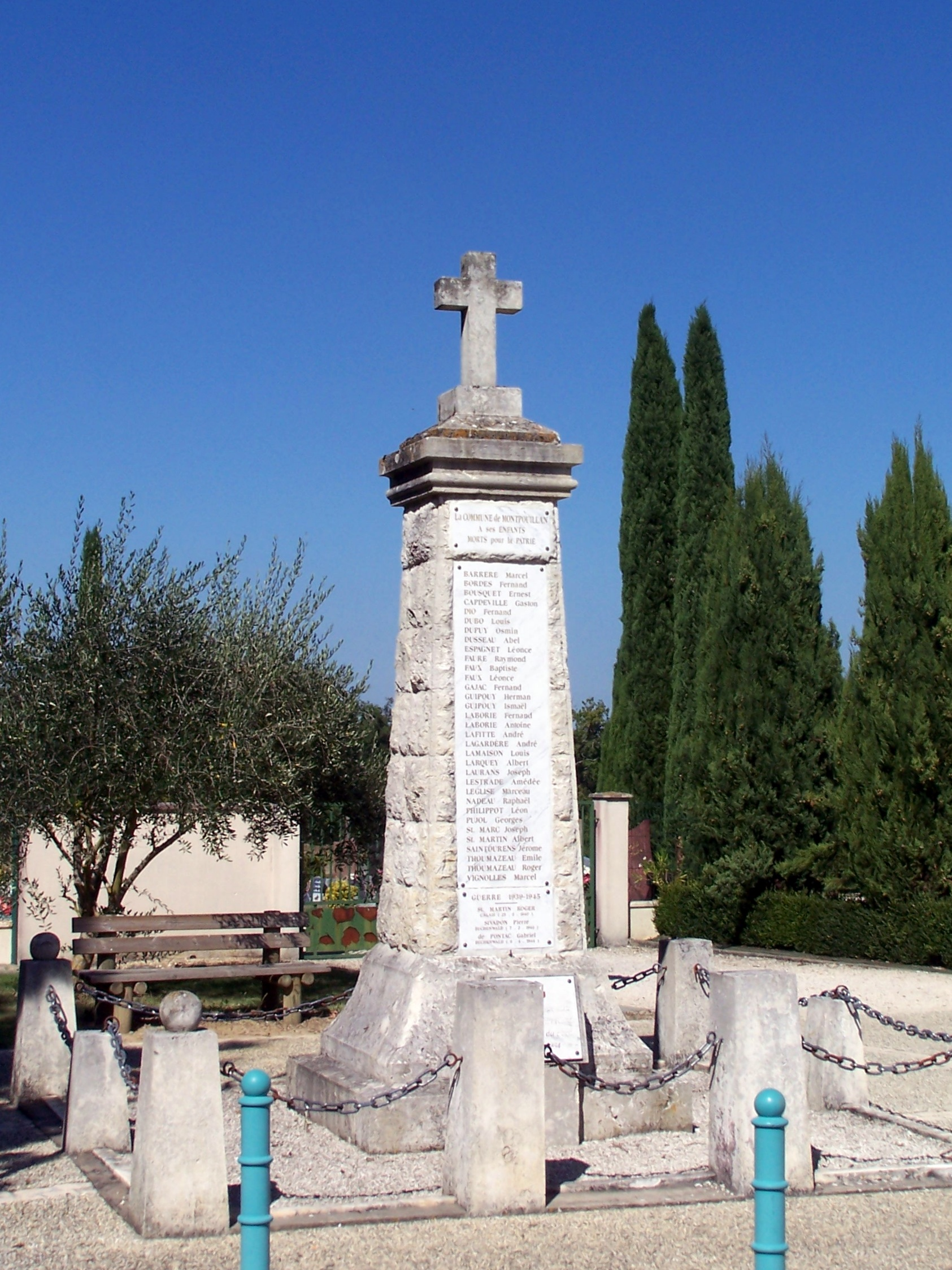
Le monument aux morts près de l'église Saint-Étienne (sept. 2014).

## Héraldique
| Blason de Montpouillan | Blason  | Parti d'argent et de sinople, à l' écu en bannière de l'un en l'autre accompagné d'une cotice de sable défaillante en cœur (var : abaissée à dextre et haussée à senestre), sur lesquels brochent un lion du même armé et lampassé de gueules accompagné de sept oiseaux plus un casque tous de sable, ordonnés en orle, le casque en pointe orné d'argent sur lequel broche en pointe, un gantelet du même. (var : et à l'inscription MONTPOUILLAN en capitale d'argent brochant en chef sur la partition.),. |
| Blason de Montpouillan | Détails | Les figurations entre documents Mairie et sculpture façade diffèrent: les parenthèses "var" dans le blasonnement concernent le document Mairie.. Utilisé sur documents Mairie, 2007, sculptures sur mur nouvelle mairie 2012. |